# Lila Clunas
Lila Clunas, née le 10 août 1875 à Glasgow et morte le 29 décembre 1968 à Dundee, est une suffragette écossaise, élue du parti travailliste.

## Biographie
Lila Clunas naît à Glasgow le 10 août 1876 de Elsie Melvin et Hugh Clunas, propriétaire d'une boutique de vêtements. Ses sœurs s'appellent Jessie et Elsie. Elle fait ses études à Bell Baxter High School (en), Cupar, et termine sa formation d'enseignant à Moray House Teacher Training College (en), Édimbourg. Elle déménage ensuite à Dundee où elle enseigne à la Brown Street Elementary Public School,. Plus tard, elle vit avec sa sœur Elsie à Broughty Ferry (en).
En 1906, elle rejoint la Women's Social and Political Union (WSPU). L'année suivante, elle rejoint la Women's Freedom League (WFL), en tant que secrétaire de la branche de Dundee entre 1908 et 1912. Ses sœurs Elsie et Jessie sont également membres de le WFL, Elsie en étant la trésorière jusqu'en 1913.
Ses activités politiques comprenaient : délégations, chahut, publication d'articles dans la presse. En 1908, elle est expulsée d'une réunion électorale pour Winston Churchill. En 1909, elle est membre d'une délégation de 9 femmes à la Chambre des communes. Lors d'une députation WSPU fin juin, elle est arrêtée alors qu'elle présente une pétition au Premier ministre Asquith, mais est accusée d'avoir voulu le frapper. Elle est inculpée d'obstruction et condamnée à trois semaines de prison, et est emprisonnée dans la prison de Holloway à Londres, devenant ainsi la première suffragette de Dundee à y être détenue. Elle entame une grève de la faim, puis elle est libérée « on consideration of all the circumstances and as an act of clemency »,.
En 1914, elle est expulsée d'une réunion de Ramsay MacDonald, ce qui conduit à une scission entre les suffragettes et la section du parti travailliste de Dundee.
En 1943, elle est élue pour le parti travailliste conseillère au Dundee City Council (en), mandat qu'elle conserve jusqu'en 1964. Elle avait un intérêt particulier pour l'éducation.
Lila Clunas meurt le 29 décembre 1968 à Dundee.